# Corrado Bologna

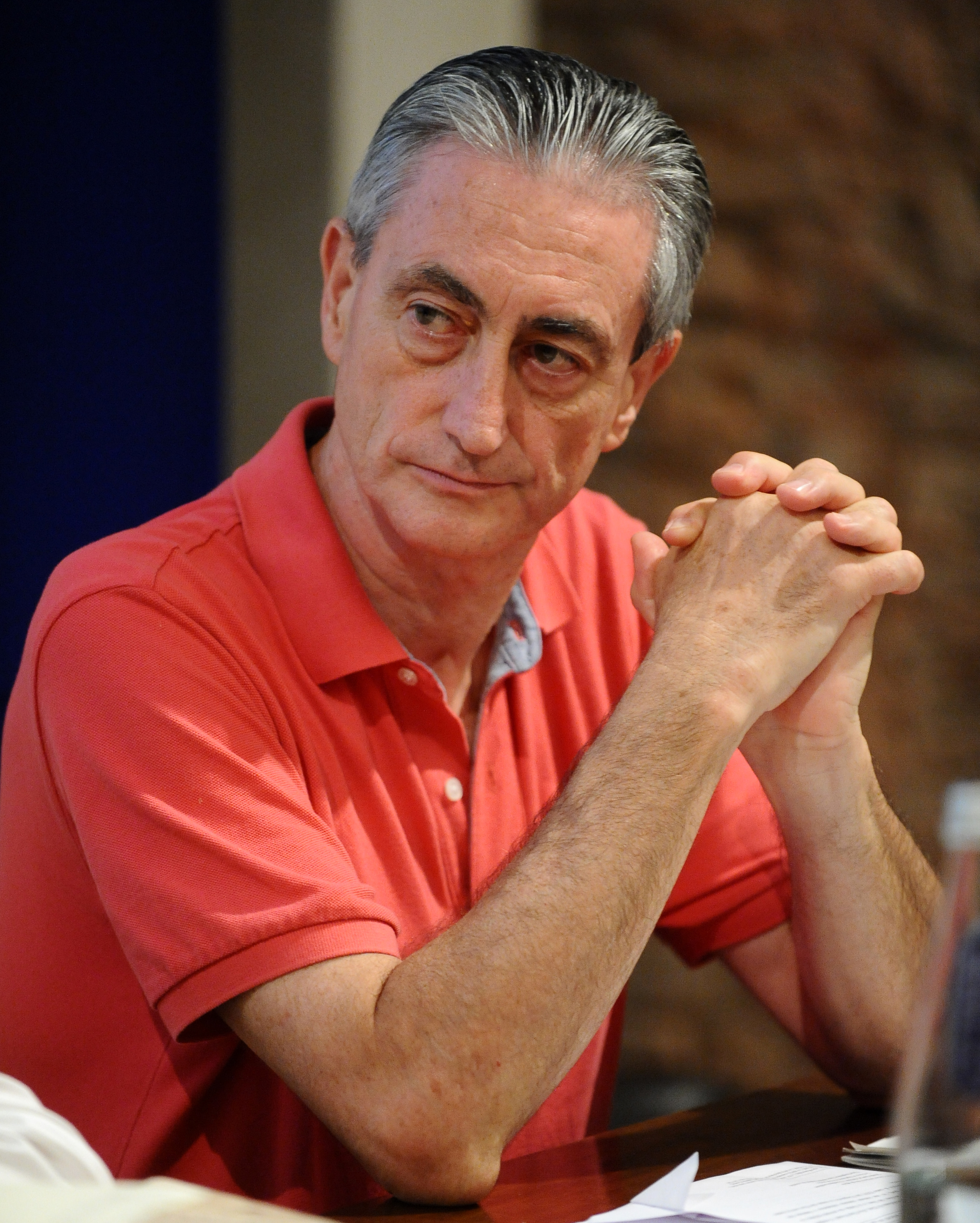
Corrado Bologna al Festivaletteratura di Mantova del 2012

Corrado Bologna (Torino, 26 novembre 1950) è un filologo italiano, interessato a filologia romanza, latino medievale, francese medievale, letteratura italiana, letteratura francese, linguistica storica.

## Biografia
Dopo il liceo classico si è laureato nel 1974 alla "Sapienza" di Roma con  Angelo Brelich in Storia delle religioni classiche, perfezionandosi successivamente in filologia moderna con Aurelio Roncaglia. Ha anche collaborato con la RAI, conducendo per anni le trasmissioni radiofoniche pomeridiane di Radio Tre. Divenuto quindi ricercatore e professore presso l'Università di Chieti e all'Università di Ginevra, dal 1986 ha insegnato filologia romanza prima a Chieti, dove divenne anche preside della Facoltà di Lettere e Filosofia, poi all'università di Roma "Sapienza" (1997-2004) e infine a Roma III, dove ha insegnato Filologia e linguistica romanza. Tiene corsi anche all'Università della Svizzera italiana (USI). Dal 2016 al 2020 ha insegnato Letterature romanze medioevali e moderne alla Scuola Normale Superiore, dove ha coordinato il Dottorato in Letteratura, Arte e Storia nell'Europa Medioevale e Moderna, dirigendo numerosi allievi fino all'acquisizione del Dottorato di ricerca.
Ha collaborato a riviste quali "Cultura neolatina", "L'immagine riflessa", "Critica del testo", "Rivista di storia e letteratura religiosa", "Studi danteschi", "Studi germanici". È nel comitato scientifico della rivista "Immagine & Parola". Ha continuato a lungo a praticare anche la seria divulgazione radiofonica a Rai Radio 3, su "Tuttolibri" di "La Stampa"; sul domenicale di "Il Sole 24 ore", su "il manifesto" e sull'"Indice dei libri del mese"; collabora anche alle due riviste online "Doppio zero" e "Insula europea".
Tra i temi della sua ricerca, legata a diversi magisteri, soprattutto quelli di Angelo Brelich per la Storia delle religioni e di Aurelio Roncaglia per la Filologia romanza, la poesia dei trovatori (in particolare Guglielmo IX d'Aquitania e Jaufré Rudel), il Medio Evo latino, la tradizione dei manoscritti e dei testi a stampa legati al concetto di canone classico italiano, l'opera dantesca, il Romanzo di Alessandro, Francesco Guicciardini, i rapporti tra le culture volgari italiana, occitanica e oitanica con gli ordini mendicanti, innanzitutto con i francescani, la filologia volgare del secolo XVI, Angelo Colocci, Pietro Bembo, Giulio Camillo, Ludovico Ariosto (in particolare Orlando Furioso e Satire), il Don Chisciotte e la tradizione epico-cavalleresca italiana e spagnola, l'enciclopedismo medioevale, la vocalità (cfr. Flatus vocis, in più edizioni non solo italiane). Fra i moderni ha studiato in particolare Gadda e Manzoni (dei Promessi Sposi ha realizzato la prima edizione destinata alle scuole completa di tutte le immagini della Quarantana, commentate come parte costitutiva del testo). Ha presentato in Italia fra l'altro il Ritratto dell'artista da saltimbanco di Jean Starobinski e la raccolta di saggi Nel labirinto di Karoly Kerényi, oltre a edizioni della Vita di don Chisciotte e Sancio Panza di Miguel de Unamuno e del Libro dell'inquietudine di Fernando Pessoa, di I linguaggi del sapere di Giorgio R. Cardona e di Il demoniaco nell'arte di Enrico Castelli Gattinara.
Nel 2006 ha scritto la sceneggiatura del film Quijote, diretto da Mimmo Paladino. Si tratta di una rilettura dell'omonimo romanzo di Cervantes in maniera lirico-surreale; il film è stato presentato alla sessantatreesima edizione della Mostra Internazionale d'Arte Cinematografica della Biennale di Venezia (2006).

## Opere
- Liber monstrorum de diversis generibus, Milano: Bompiani, 1977
- Invito alla lettura di Guillaume Apollinaire, Milano: Mursia, 1979
- Mostro, in Enciclopedia Einaudi, vol. IX, Torino, 1980, pp. 556-580
- Tortura, in Enciclopedia Einaudi, vol. XIV, Torino, 1981, pp. 344-368
- Voce, in Enciclopedia Einaudi, vol. XIV, Torino, 1981, pp. 1257-1292
- L'Ordine francescano e la letteratura dell'Italia pretridentina, in Alberto Asor Rosa (a cura di), Letteratura Italiana Einaudi, 1. Il letterato e le istituzioni, Torino, Einaudi, 1982, pp. 729-798
- cura di Károly Kerényi, Nel labirinto, Torino: Boringhieri, 1983
- Ritratto del critico da domatore di fantasmi, introduzione e cura di Jean Starobinski, Ritratto dell'artista da saltimbanco, Torino: Bollati Boringhieri, 1984 ISBN 88-339-0194-7
- Tradizione testuale e fortuna dei classici italiani, in Letteratura Italiana Einaudi, 6. Teatro, musica, tradizione dei classici, Torino: Einaudi, 1986, pp. 445-928
- La letteratura dell'Italia settentrionale nel Duecento, in Letteratura Italiana Einaudi. Storia e geografia, 1. L'età medievale, Torino: Einaudi, 1987, pp. 101-88
- La letteratura dell'Italia settentrionale nel Trecento, ivi, pp. 511-600
- cura di Giorgio Raimondo Cardona, I linguaggi del sapere, Roma-Bari: Laterza, 1990
- Tradizione e fortuna dei classici italiani, 2 voll., Torino: Einaudi, 1992 [raccolta rivisitata degli articoli per la Letteratura Italiana Einaudi] ISBN 88-06-12175-8 ISBN 88-06-13459-0
- Flatus Vocis. Metafisica e antropologia della voce, prefazione di Paul Zumthor, Bologna: il Mulino, 1992; n. ed. 2000 ISBN 88-15-06829-5
- trad. (con altri) di Ernst Robert Curtius, Europäische Literatur und lateinisches Mittelalter, a cura di Roberto Antonelli, Firenze: La nuova Italia, 1992
- Satire di Ludovico Ariosto, in Letteratura Italiana Einaudi. Le Opere, 2. Dal Cinquecento al Settecento, Torino: Einaudi, 1993, pp. 181-218
- Orlando Furioso di Ludovico Ariosto, ivi, pp. 219-352
- cura di Il mito di Tristano nella cultura moderna, Chieti: Vecchio faggio, 1994
- Immagini di Fortuna. Pensiero, arte e letteratura fra antico e moderno, Firenze: SanZanobi, 1995
- Officina Ferrarese di Roberto Longhi, in Letteratura Italiana Einaudi. Le Opere, 4. Il Novecento, 2. La ricerca letteraria, Torino: Einaudi, 1996, pp. 3-58
- Costituire, in Mario Lavagetto (a cura di), Il testo letterario. Istruzioni per l'uso, Roma-Bari: Laterza, 1996, pp. 3-29
- L'albero della vita e della luce, introduzione di Achille Bonito Oliva, Firenze: SanZanobi, 1997
- La macchina del Furioso: lettura dell'Orlando e delle Satire, Torino: Einaudi, 1998 [ripresa rivista di altri articoli della Letteratura italiana Einaudi] ISBN 88-06-14300-X
- Il ritorno di Beatrice. Simmetrie dantesche fra «Vita Nova», «Petrose» e «Commedia», Roma: Salerno, 1998 ISBN 88-8402-265-7
- Il trattato del Quattro e Cinquecento, a cura di (con Luigi Pizzaleo), Roma: Istituto poligrafico e Zecca dello Stato, 2000
- Miti di una letteratura medievale: Il Sud, in Enrico Castelnuovo e Giuseppe Sergi (a cura di), Arti e storia nel Medioevo, 4. Il Medioevo al passato e al presente, Torino: Einaudi, 2004, pp. 327-87
- Lectio difficilior a cura di (con Silvia Conte), Roma: Nuova cultura, 2005 ISBN 88-89362-63-4
- La prosa del Duecento e del Trecento, a cura di (con Luigi Pizzaleo), Roma: Istituto poligrafico e Zecca dello Stato, 2005
- introduzione a Miguel de Unamuno, Vita di Don Chisciotte e Sancio Panza, Milano: Bruno Mondadori, 2005
- Mnemosyne, il "Teatro della Memoria" di Aby Warburg, in Benedetta Cestelli Guidi, Micol Forti e Manuela Pallotto (a cura di), Lo sguardo di Giano. Aby Warburg fra tempo e memoria, Torino: Aragno, 2005, pp. 277-304
- Illusioni, ghiribizzi, capricci nel primo Cinquecento, in Silvia Zoppi Garampi (a cura di), Illusione, Napoli: Liguori, 2005, pp. 115-136
- Storia semantica di un titolo, introduzione a Leo Spitzer, L'armonia del mondo, Bologna: Il Mulino, 2006, pp. VII-XXXIII
- Un'ipotesi sulla ricezione del De vulgari eloquentia: il codice Berlinese, in Furio Brugnolo e Zeno Lorenzo Verlato (a cura di), La cultura volgare padovana nell'età del Petrarca, Padova: Il Poligrafo, 2006, pp. 205-256
- Portrait de Carlo Ossola en très jeune maître, in Caro Carlo, Firenze: Olschki, pp. 15-18.
- Alessandro, il Nodo di Gordio e il viaggio per conquistare Questo Mondo e Quell'Altro, in Il viaggio nelle letterature romanze e orientali, V Colloquio Internazionale Medioevo Romanzo e Orientale, Catania, 2002
- introduzione a Enrico Castelli, Il demoniaco nell'arte. Il significato filosofico del demoniaco nell'arte, Torino: Bollati Boringhieri, 2007
- Angelo Colocci e gli studi romanzi, a cura di (con Marco Bernardi), Città del Vaticano: Biblioteca Apostolica Vaticana, 2008
- introduzione a Roberto Palazzi, Scritti di bibliografia, editoria e altre futilità, Macerata: Biblohaus, 2008
- Rosa fresca aulentissima, a cura di (con Paola Rocchi), 7 voll., Torino: Loescher, 2010
  - 1. Dalle origini a Boccaccio ISBN 978-88-201-2885-2
  - 2. Umanesimo, rinascimento e manierismo, ISBN 978-88-201-2886-9
  - 3. Dal barocco all'età dei lumi, ISBN 978-88-201-2889-0
  - 4. Neoclassicismo e romanticismo, ISBN 978-88-201-2890-6
  - 5. Naturalismo e decadentismo, ISBN 978-88-201-2891-3
  - 6. Il primo novecento ISBN 978-88-201-2892-0
  - 7. Il secondo novecento, ISBN 978-88-201-2893-7
- introduzione a Fernando Pessoa, Libro dell'inquietudine, a cura di Paolo Collo, Torino: Einaudi, 2012